# (18637) Liverdun
(18637) Liverdun (1998 EJ2) – planetoida z pasa głównego asteroid okrążająca Słońce w ciągu 4,4 lat w średniej odległości 2,69 j.a. Odkryta 2 marca 1998 roku.